# Paradigma
Un paradigma, nel linguaggio comune, è un modello di riferimento, un termine di paragone. La parola deriva dal greco παράδειγμα (parádeigma), composto da παρα «para» e δείκνυμι «mostrare». In filosofia la parola archetipo è analoga.

## Descrizione
In filosofia della scienza un paradigma è la matrice disciplinare di una comunità scientifica. In questa matrice si cristallizza una visione globale (e globalmente condivisa) del mondo, e più specificamente, del mondo in cui opera e del mondo su cui indaga la comunità di scienziati di una determinata disciplina.
Lo storico della scienza Thomas Kuhn diede a tale termine il suo attuale significato quando lo descrisse come un insieme di teorie, leggi e strumenti che definiscono una tradizione di ricerca in cui le teorie sono accettate universalmente, all'interno di un periodo di tempo.
Nel testo La struttura delle rivoluzioni scientifiche Kuhn definisce così il paradigma scientifico "Con tale termine voglio indicare conquiste scientifiche universalmente riconosciute, le quali, per un certo periodo, forniscono un modello di problemi e soluzioni accettabili a coloro che praticano un certo campo di ricerca."
ovvero 
- ciò che può essere osservato come tale
- il tipo di domanda che si suppone possa essere fatta e sondate le risposte in relazione al problema
- come queste domande sono strutturate
- come dovrebbero essere interpretati i risultati di indagini scientifiche
- come dovrebbe essere condotto un esperimento e quale attrezzatura è disponibile per condurre l'esperimento.

Il paradigma costituisce e delimita il campo, logica e prassi della ricerca stessa, come principio ordinatore leibniziano. È all'interno della logica paradigmatica che la ricerca scientifica individua il suo oggetto di studio, i problemi più cogenti, la tecnica migliore per affrontarli.
Proprio per questa funzione di "primo motore immobile" del paradigma, è necessario per Thomas Kuhn che esso sia largamente condiviso dalla comunità di studiosi. Solo le discipline più mature, non a caso, possiedono un paradigma stabile.
In questa forma, nella scienza normale, un paradigma è la congiunzione di esperimenti, basati su modelli, che possono essere copiati o emulati. Il paradigma prevalente rappresenta, spesso, una forma specifica di vedere la realtà o le limitazioni di proposte per l'investigazione futura; qualcosa di più e di diverso da un metodo scientifico generico.
In modo complementare, una rivoluzione scientifica è caratterizzata da un cambiamento di paradigma.